# Obervermögensverwalter
Der Obervermögensverwalter, auch „Oberhausvorsteher“, „Obergütervorsteher“ oder „Oberdomänenverwalter“, war ein wichtiges Amt am altägyptischen Hof vom Mittleren Reich bis in die Spätzeit.
Das Amt ist seit der frühen 12. Dynastie mit dem Titelträger Meketre bezeugt. Die Funktion eines „staatlichen Vermögensverwalters“ (imi-ra-per) wurde vorher von einem einfachen Verwaltungsbeamten ausgeübt (zum Beispiel Henenu). Der Obervermögensverwalter war verantwortlich für die königlichen und staatlichen Ländereien sowie die Domänen. Die Liegenschaften hatten zumeist die Funktion, den Palast und seine Angestellten mit Nahrung zu versorgen. Die Position des Obervermögensverwalters stellte einen der höchsten Beamtentitel am königlichen Hof dar. In der 12. Dynastie gab es jeweils einen Beamten mit diesem Titel; ab der 13. Dynastie konnten ihn jedoch mehrere Beamte tragen.

Sarkophagdeckel des Obervermögensverwalters Ibi aus der Spätzeit (26. Dynastie), gefunden in Theben-West

Vor allem während der 18. Dynastie war mit diesem Amt große Macht verbunden, da die Obervermögensverwalter die wirtschaftlichen Ressourcen des Landes kontrollierten. Sie begannen ihre Karriere oftmals als Militärs. Ihre Grabanlagen gehören zu den größten ihrer Zeit, wurden aber oftmals schon zu Lebzeiten der Beamten oder kurz danach verwüstet, was auf Machtkämpfe am Hof schließen lässt. Bekannte Titelträger waren Senenmut unter Hatschepsut oder Haremhab, bevor er König (Pharao) wurde.
In der 19. Dynastie nahm die Bedeutung etwas ab. Den Titel tragen seit dem Neuen Reich auch Verwalter der Amun-Domänen und anderer Domänen. Obervermögensverwalter sind auch noch in der Spätzeit gut bezeugt, vor allem die Gutsverwalter der Gottesgemahlinnen des Amun trugen diesen Titel und waren wiederum machtvolle Beamte, die die eigentlichen Herrscher von Oberägypten gewesen zu sein scheinen.